# Badnjevac (Batočina)
Badnjevac (em cirílico: Бадњевац) é uma vila da Sérvia localizada no município de Batočina, pertencente ao distrito de Šumadija, na região de Šumadija e Lepenica. A sua população era de 1084 habitantes segundo o censo de 2011.

## Demografia
| 1948 | 1953 | 1961 | 1971 | 1981 | 1991 | 2002 | 2011 |
| ---- | ---- | ---- | ---- | ---- | ---- | ---- | ---- |
| 1527 | 1547 | 1620 | 1478 | 1413 | 1272 | 1165 | 1084 |